# Métro de Milan
Le métro de Milan (en italien : metropolitana di Milano) est un réseau métropolitain qui dessert la ville de Milan (Italie) et une partie de son agglomération. C'est chronologiquement le second métro en Italie, après Rome. Le réseau comporte actuellement 5 lignes totalisant 111,8 km, plus une ligne urbaine du service ferroviaire suburbain, ce qui en fait le réseau le plus étendu d'Italie et le huitième plus long réseau d'Europe à fin 2024 (le cinquième dans l'Union Européenne).
Il est interconnecté avec le réseau de tramway de la ville ainsi qu'avec le réseau des trains de banlieues. À partir de la station de métro Cascina Gobba, une navette automatisée conduit les voyageurs vers l'hôpital San Raffaele.

## Historique
Le premier plan de réseau de métro date de 1952 et prévoyait quatre lignes. Les travaux commencent cinq ans plus tard. Un second plan confirmait en 1979 un réseau de quatre lignes mais avec des extensions pour permettre aux voyageurs de communes environnantes de l'utiliser grâce aux connexions avec le réseau ferroviaire suburbain dont la rénovation sera alors mise en route. Ces interconnexions avec le réseau ferroviaire conduisirent à opter, pour des raisons de compatibilité, pour un courant de traction par lignes de contact aériennes de 1 500 V avec retour de courant par les rails de roulement, pour les lignes 2 et 3, ce qui permet aux véhicules ferroviaires de circuler sur ces lignes.
La première ligne est ouverte en 1964 après sept années de travaux. La deuxième ligne est inaugurée en 1969. Les deux lignes seront par suite étendues à plusieurs reprises, de façon importante notamment pour la ligne 2 en 1972 (8 stations) et 1978 (3 stations, mais deuxième station de correspondance entre les deux premières lignes), 1980 pour la ligne 1 (4 stations). En 1986, ces deux lignes totalisaient 56,3 km avec 66 stations.
La troisième ligne M3, entièrement souterraine, en chantier depuis 1982, d'une conception plus moderne que les précédentes, fut mise en service en 1990,, prolongée en 1991. La quatrième ligne M5 est inaugurée en 2013 et la cinquième ligne M4 en 2022. Depuis 1990, les trois premières lignes ont également été prolongées.

### Évolution

Évolution du réseau.

| date              | section                                                         | Ligne | stations | km      |
| ----------------- | --------------------------------------------------------------- | ----- | -------- | ------- |
| 1er novembre 1964 | Lotto - Sesto Marelli                                           | M1    | 21       | 12,3    |
| 2 avril 1966      | Pagano - Gambara                                                | M1    | 3        | 1,8     |
| 27 septembre 1969 | Caiazzo - Cascina Gobba                                         | M2    | 8        |         |
| 24 avril 1970     | Caiazzo - Centrale                                              | M2    | 1        |         |
| 12 juillet 1971   | Centrale - Porta Garibaldi                                      | M2    | 2        |         |
| 4 décembre 1972   | Cascina Gobba - Gorgonzola                                      | M2    | 8        |         |
| 18 avril 1975     | Gambara - Inganni                                               | M1    | 3        |         |
| 8 novembre 1975   | Lotto - QT8                                                     | M1    | 1        |         |
| 3 mars 1978       | Porta Garibaldi - Cadorna                                       | M2    | 3        |         |
| 12 avril 1980     | QT8 - San Leonardo                                              | M1    | 4        |         |
| 7 juin 1981       | Cascina Gobba - Cologno Nord                                    | M2    | 3        |         |
| 30 octobre 1983   | Cadorna - Porta Genova                                          | M2    | 3        |         |
| 13 avril 1985     | Gorgonzola - Gessate Porta Genova - Romolo                      | M2    | 2 1      |         |
| 28 septembre 1986 | San Leonardo - Molino Dorino Sesto Marelli - Sesto 1° Maggio FS | M1    | 1 2      | 0,9 2,8 |
| 3 mai 1990        | Centrale - Duomo                                                | M3    | 5        | 3,3     |
| Octobre 1990      | Duomo - Porta Romana                                            | M3    | 3        | 2,0     |
| 16 décembre 1990  | Porta Romana - Lodi TIBB                                        | M3    | 1        |         |
| 12 mai 1991       | Centrale - Sondrio Lodi TIBB - San Donato                       | M3    | 1 5      |         |
| 21 mars 1992      | Inganni - Bisceglie                                             | M1    | 1        |         |
| 1er novembre 1994 | Romolo - Famagosta                                              | M2    | 1        | 0,8     |
| 16 décembre 1995  | Sondrio - Zara                                                  | M3    | 1        |         |
| 8 décembre 2003   | Zara - Maciachini                                               | M3    | 1        | 1,0     |
| 17 mars 2005      | Famagosta - Abbiategrasso                                       | M2    | 1        | 1,3     |
| 19 décembre 2005  | Molino Dorino - Rho Fiera                                       | M1    | 2        | 2,1     |
| 20 février 2011   | Famagosta - Milanofiori Forum                                   | M2    | 2        | 4,8     |
| 26 mars 2011      | Maciachini - Comasina                                           | M3    | 4        | 4,5     |
| 10 février 2013   | Zara - Bignami                                                  | M5    | 7        | 4,1     |
| 1er mars 2014     | Garibaldi - Zara                                                | M5    | 2        | 1,4     |
| 29 avril 2015     | Garibaldi - San Siro Stadio                                     | M5    | 5        | 7,4     |
| 26 novembre 2022  | Dateo - Linate Aeroporto                                        | M4    | 6        | 5,3     |
| 4 juillet 2023    | Dateo - San Babila                                              | M4    | 2        | 1,7     |
| 12 octobre 2024   | San Babila – San Cristoforo FS                                  | M4    | 13       | 7,8     |

## Réseau actuel

### Liste
| Ligne | Parcours                                       | Mise en service | Dernière extension | Longueur (en km) | Nombre de stations |
| ----- | ---------------------------------------------- | --------------- | ------------------ | ---------------- | ------------------ |
|       | Rho Fiera/Bisceglie ↔ Sesto 1º Maggio          | 1964            | 2005               | 26,9             | 38                 |
|       | Milanofiori Forum/Abbiategrasso ↔ Cologno Nord | 1969            | 2011               | 39,4             | 35                 |
|       | Comasina ↔ San Donato                          | 1990            | 2011               | 16,7             | 21                 |
|       | San Cristoforo ↔ Linate Aeroporto              | 2022            | 2024               | 15               | 21                 |
|       | San Siro Stadio ↔ Bignami                      | 2013            | 2015               | 12,9             | 19                 |

### Ligne M1
La Ligne M1 rouge - 26,9 km - 38 stations - du métro de Milan relie la ville du nord-est, avec un terminus à Sesto 1er mai FS (dans la municipalité de Sesto San Giovanni) à l'ouest, deux branches dans l'autre direction, l'une vers le nord-ouest, avec un dernier arrêt à Rho Fiera (dans la municipalité de Rho), et une autre au sud-ouest, avec le dernier arrêt à Bisceglie (dans la municipalité de Milan). La ligne 1 est aussi appelée « ligne rouge » en raison de sa couleur sur les cartes. Le rouge est aussi la couleur principale utilisée dans la décoration des gares et des trains.
Elle est en correspondance avec la ligne M2 aux stations Loreto et Cadorna, avec la ligne M3 à la station Duomo, avec la ligne M5 à la station Lotto et avec la ligne 4 à la station San Babila.
La ligne est en correspondance avec plusieurs gares : Sesto San Giovanni (lignes de banlieue S7, S8, S9, S11 et trains régionaux), Milan Porta Venezia (lignes de banlieue S1, S2, S5, S6, S13, S14), Cadorna (lignes banlieue S3, S4, Malpensa express et trains régionaux) et Rho (lignes de banlieue S5, S6, S11, trains régionaux, nationaux et internationaux).

### Ligne M2
La Ligne M2 verte - 39,4 km - 35 stations - du métro de Milan relie la ville du nord-est, avec double terminus de Cologno Nord (dans la municipalité de Cologno Monzese) et Gessate (dans la municipalité de Gessate) vers le sud, atteignant les deux terminus Piazza Abbiategrasso (dans la municipalité de Milan) et le Forum Milanofiori Assago (dans la municipalité d'Assago).
La ligne 2 est aussi appelée « ligne verte » en raison de sa couleur sur les cartes. Le vert est aussi la couleur principale utilisée dans la décoration des gares et des trains.
Elle est en correspondance avec la ligne M1 aux stations Loreto et Cadorna, avec la ligne M3 à la station Gare Centrale et avec la ligne M5 à la station Gare Garibaldi.
La ligne est en correspondance avec plusieurs gares : Lambrate (ligne de banlieue S9, régional et trains nationaux), Milano Centrale (Malpensa Express, trains régionaux, nationaux et internationaux), Milano Porta Garibaldi (lignes de banlieue S1, S2, S5, S6, S7, S8, S11, S13, S14, Malpensa express, trains régionaux, nationaux et internationaux), Cadorna (lignes de banlieue S3, S4, Malpensa express et trains régionaux), Milan Porta Genova (trains régionaux) et Milan Romulus (ligne de banlieue S9).
Les véhicules de la ligne 2 sont alimentés par caténaires en 1 500 V CC pour la compatibilité avec le réseau ferroviaire. La ligne est en partie en surface.

### Ligne M3
La Ligne M3 jaune - 16,7 km - 21 stations - du métro de Milan relie la ville du nord, avec terminus à Comasina (dans la municipalité de Milan) vers le sud, atteignant le dernier arrêt à San Donato (dans la municipalité de Milan, au bord extrême de la San Donato Milanese).La ligne 3 est également appelée « ligne jaune » en raison de sa couleur sur les cartes. Le jaune est aussi la couleur principale utilisée dans la décoration des gares et des trains.
Elle est en correspondance avec la ligne M1 à la station Duomo, avec la ligne M2 à la station Gare Centrale et avec la ligne M5 à la station Zara.
La ligne est en correspondance avec plusieurs gares : Milano Affori (lignes de banlieue S2 et S4, et trains régionaux), Milano Centrale (Malpensa Express, trains régionaux, nationaux et internationaux), République de Milan (lignes de banlieue S1, S2, S5, S6, S13 et S14), Milan Porta Romana (ligne de banlieue S9) et Milan Rogoredo (lignes de banlieue S1, S2, S13, S14, régional et trains nationaux).
La ligne 3 est entièrement souterraine.

### Ligne M4
La Ligne M4 bleue - 15 km - 21 stations - du métro Milan relie la ville de l'est, avec le terminus à l'Aéroport de Milan-Linate, au sud-ouest à la gare de San Cristoforo (toujours dans la municipalité de Milan). C'est la deuxième ligne de métro de Milan à être entièrement automatisée. La quatrième ligne est aussi appelée la « ligne bleue » en raison de sa couleur sur les cartes. Le bleu est aussi la couleur principale utilisée dans la décoration des gares et des trains.
Elle est en correspondance avec la ligne M1 à la station San Babila, avec la ligne M2 à la station Sant'Ambrogio.
La ligne est en correspondance avec plusieurs gares : Milan Forlanini (lignes de banlieue S5, S6, S9), Milan Dateo (S1, S2, S5, S6, S12 et S13) et Milan San Cristoforo (S9).

### Ligne M5
La Ligne M5 violette - 12,9 km - 19 stations - du métro Milan relie la ville du nord, avec le terminus Bignami (dans la municipalité de Milan), à l'ouest, à San Siro Stadium (toujours dans la municipalité de Milan). C'est la première ligne de métro de Milan qui ne traverse pas le cercle des remparts ni même le centre-ville historique. La cinquième ligne est aussi appelée la « ligne violette » en raison de sa couleur sur les cartes. Le violet est aussi la couleur principale utilisée dans la décoration des gares et des trains.
Elle est en correspondance avec la ligne M1 à la station Lotto, avec la ligne M2 à la station Gare Garibaldi et avec la ligne M3 à la station Zara.
La ligne est en correspondance avec plusieurs gares : Milano Porta Garibaldi (lignes de banlieue S1, S2, S5, S6, S7, S8, S11, S13 et S14, Malpensa Express, trains régionaux, nationaux et internationaux) et Milan Domodossola (S3 lignes de banlieue et S4 et trains régionaux).

## Équipements techniques

### Matériel roulant
Deux sortes de véhicules circulent sur les lignes du métro de Milan :
Sur les trois premières lignes, le matériel roulant est du type métro classique à grand gabarit, alimenté par courant de traction en 750 V CC par rail au sol pour la ligne 1, et alimenté en courant de traction 1 500 V CC par caténaires pour les lignes 2 et 3.
Sur les deux dernières lignes, le matériel roulant est du type métro automatique à petit gabarit, alimenté par courant de traction en 750 V CC par rail au sol pour la ligne 1, et alimenté en courant de traction 1 500 V CC par caténaires pour les lignes 2 et 3.
| Type de véhicule        | Type de véhicule | Livraison | Suppression | Constructeur                             | Nombre de rames produites | Nombre de voiture | Conduite    | Alimentation          | Ligne(s) desservie(s) | Illustration |
| ----------------------- | ---------------- | --------- | ----------- | ---------------------------------------- | ------------------------- | ----------------- | ----------- | --------------------- | --------------------- | ------------ |
| Trains de la ligne 1    | 1ère série       | 1964-1968 | 2016        | Ansaldo, Breda, Officine Meccaniche      | 29                        | 3                 | Conducteur  | 3ème rail             |                       |              |
| Trains de la ligne 1    | 2ème série       | 1973-1981 | en service  | Fiat Ferroviaria, Officine di Cittadella | 24                        | 3                 | Conducteur  | 3ème rail             |                       |              |
| Trains de la ligne 1    | 3ème série       | 1986-1989 | en service  | Officine Meccaniche della Stanga, Socimi | 14                        | 3                 | Conducteur  | 3ème rail             |                       |              |
| Trains de la ligne 2    | 1ère série       | 1970      | 2018        | Breda, Officine Meccaniche               | 11                        | 3                 | Conducteur  | Caténaire             |                       |              |
| Trains de la ligne 2    | 2ème série       | 1971      | 2019        | Breda, Officine Meccaniche               | 7                         | 3                 | Conducteur  | Caténaire             |                       |              |
| Trains de la ligne 2    | 3ème série       | 1975      | 2019        | Breda                                    | 17                        | 3                 | Conducteur  | Caténaire             |                       |              |
| Trains de la ligne 2    | 4ème série       | 1981      | 2019        | Breda                                    | 4                         | 3                 | Conducteur  | Caténaire             |                       |              |
| Trains de la ligne 2    | 5ème série       | 1985      | 2020        | Fiat Ferroviaria, Socimi                 | 19                        | 3                 | Conducteur  | Caténaire             |                       |              |
| Trains de la ligne 2    | 6ème série       | 1991      | 2018        | Officine Meccaniche della Stanga, Socimi | 20                        | 3                 | Conducteur  | Caténaire             |                       |              |
| Trains de la ligne 3    | 1ère série       | 1989-1990 | en service  | Breda, Fiat Ferroviara, Socimi           | 40                        | 3                 | Conducteur  | Caténaire             |                       |              |
| Trains de la ligne 3    | 2ème série       | 2003-2004 | en service  | AnsaldoBreda                             | 5                         | 3                 | Conducteur  | Caténaire             |                       |              |
| Meneghino               | Meneghino        | 2009      | en service  | AnsaldoBreda, Firema                     | 46                        | 6                 | Conducteur  | 3ème rail & caténaire |                       |              |
| Leonardo                | Leonardo         | 2014-2020 | en service  | AnsaldoBreda                             | 72                        | 6                 | Conducteur  | 3ème rail & caténaire |                       |              |
| AnsaldoBreda Driverless | Série 5500       | 2013      | en service  | AnsaldoBreda                             | 21                        | 4                 | Automatique | 3ème rail             |                       |              |
| AnsaldoBreda Driverless | Série 4400       | 2022      | en service  | AnsaldoBreda                             | 47                        | 4                 | Automatique | 3ème rail             |                       |              |

#### Le matériel roulant de première génération (lignes 1 et 2)
Le matériel roulant du réseau initial fut livré en plusieurs étapes. Les 55 unités de trois véhicules BREDA - OM de la ligne 1 furent livrés en trois lots : 1962-1963, 1965-1966, 1968-1969. Un quatrième lot de 26 unités Marelli - Ansaldo fut livré en 1973 - 1974. Ces livraisons initiales furent pas la suite complétées par des livraisons de moindres quantités, au total 128 unités de trois véhicules livrés jusqu'en 1989.
Les véhicules pour la ligne 2 furent également livrés en plusieurs lots à partir de 1969, au total 68 unités de trois véhicules livrés jusqu'en 1990, ainsi que ceux de la ligne 3 à partir de 1989 avec un premier lot de 40 unités de trois véhicules OMS - FIAT - BREDA - SOCIMI livrés à partir de 1990. La vitesse maximale des trains atteignait 80 km/h.
Les dirigeants des entreprises, en particulier FIAT, fournissant ce matériel roulant, ainsi que les dirigeants du métro, seront inquiétés dans les années 90 dans le cadre de l'opération mains propres pour des versements de pots-de-vin afin d'obtenir les contrats.

#### Le matériel roulant actuel
Le matériel roulant de la ligne 1 montra des signes d'obsolescence au début du siècle et une rénovation partielle fut alors décidé. Ce programme concernait 56 des 110 unités de trois véhicules construits entre 1978 et 1989 alors en exploitation sur la ligne. Il était prévu de faire augmenter la durée de vie des véhicules à 40 ans au lieu des 35 ans initialement prévus, mais également d'installer un système d'air conditionné, une motorisation moins gourmande en énergie.
Le matériel roulant se compose d'unités constitués de trois véhicules inséparables composés de deux motrices et d'une remorque intermédiaire. À l'extrémité d'une des motrices se trouvent la cabine de conduite. Chaque motrice est équipée de quatre moteurs dont la puissance de chacun est de 110 kW. Les unités de trois véhicules sont de longueur 53 m. pour une largeur de 2,85 m. Leur poids à vide est de 80 tonnes. Leur capacité de transport est de 650 passagers. Ces unités s'accouplent automatiquement pour former des trains de six véhicules. Initialement, le matériel roulant était exploité en trains de trois véhicules dans la nuit et pendant l'été, de six véhicules pendant les autres périodes. Par la suite il fut formé des trains de six véhicules.
Le premier matériel roulant de la ligne 3, soit 40 trains de 3 véhicules, fut construit par Socimi (6 trains), Fiat (14 trains), Breda (6 trains) and Firema (14 trains),. Une différence avec la première génération de matériel roulant est dans le choix de moteurs (huit par rame) plus compacts et plus légers, fournis par la société ABB. Ces trains furent équipés d'un système automatique de protection permettant un intervalle entre trains de 90 secondes en toute sécurité.
En octobre 2012, le réseau commande 30 rames Leonardo à AnsaldoBreda (devenu Hitachi Rail Italie depuis 2015) pour un montant de 210 millions d'euros. 20 rames remplacent le parc de la ligne 1 à partir de 2014 tandis que les dix autres circuleront sur la ligne 2,. Deux options prévus par ce contrat pour des commandes supplémentaires seront levées : en avril 2016,, une option pour 15 trains (€109 millions) pour la ligne 2 est exercée avec une livraison prévue de fin 2017 à 2018 et en février 2017, 15 rames sont commandées (€106 millions) dont six pour la ligne M1 et neuf pour la M2 avec une livraison en avril 2019. En juillet 2018, 12 rames (€87 millions), sont commandées pour la ligne M2, avec une livraison prévue à l'automne 2019.
En 2015, 47 rames à conduite automatique à quatre voitures sont commandées pour la ligne M4 du réseau, toujours auprès du constructeur AnsaldoBreda.

### Alimentation électrique (courants forts)
L'alimentation électrique des trains (courant de traction) est classiquement en 750 V CC transmise par troisième et quatrième rail (lignes 1 et 5). Les deux autres lignes sont alimentées en 1 500 V CC par caténaires.
L'alimentation des rails de traction est réalisé par des sous-stations fonctionnant en parallèle à environ trois km les unes des autres. Dans chaque sous-station se trouvent des unités de transformateurs avec primaire connecté à la ligne moyenne tension en 23 kV et deux secondaires, l'un de type étoile, l'autre de type triangle, connectés à des unités de redressement à ponts de diodes connectés en parallèle, afin d'obtenir une réaction dodécaphasée dans le système d'alimentation des véhicules.

### Automatismes et signalisation (courants faibles)
La ligne 1 fut initialement équipée d'un système de protection automatique des trains fourni par Ansaldo. La ligne 2 fut entièrement en commande manuelle.
En mars 1989, le métro de Milan commande à Siemens le système de contrôle des trains LZB700 pour la ligne M3.
En décembre 2006, Alstom remporte le contrat de 68 millions d’euros pour le renouvellement du système de signalisation pour la ligne 1 du métro de Milan, la plus fréquentée du réseau. Le nouveau système de signalisation permet d’accroître la fréquence des trains de 30 % et de réduire d’autant le temps d’attente des passagers entre chaque train. Ce nouveau système d'automatismes équipe les trois types de trains de la ligne (27 trains anciens (deux unités de trois véhicules), 28 trains rénovés (deux unités de trois véhicules), 13 nouveaux trains Meneghino entrés en service à partir de 2009). Par la suite le matériel roulant équipé sera modifié (20 trains anciens, 27 trains rénovés, 22 nouveaux trains Meneghino). Un système de transmission radio permanente assure la communication entre le train et le centre de contrôle et permet de transmettre des données en temps réel sur la vitesse et la position des trains dans le réseau du métro. Le système deviendra opérationnel en 2011.
En août 2018, le gouvernement débloque des fonds pour une nouvelle signalisations de la ligne 2.
Le métro de Milan est équipé d'un nouveau poste de contrôle centralisé depuis décembre 2013.

### Billetterie et péages
En juin 2018, des machines de péages sans contact furent installées dans les stations du métro. Les 113 stations sont désormais équipées de lecteurs de cartes aux guichets acceptant les cartes bancaires sans contact MasterCard et Visa.

## Projets

### Prolongement ligne M1 (rouge) en construction

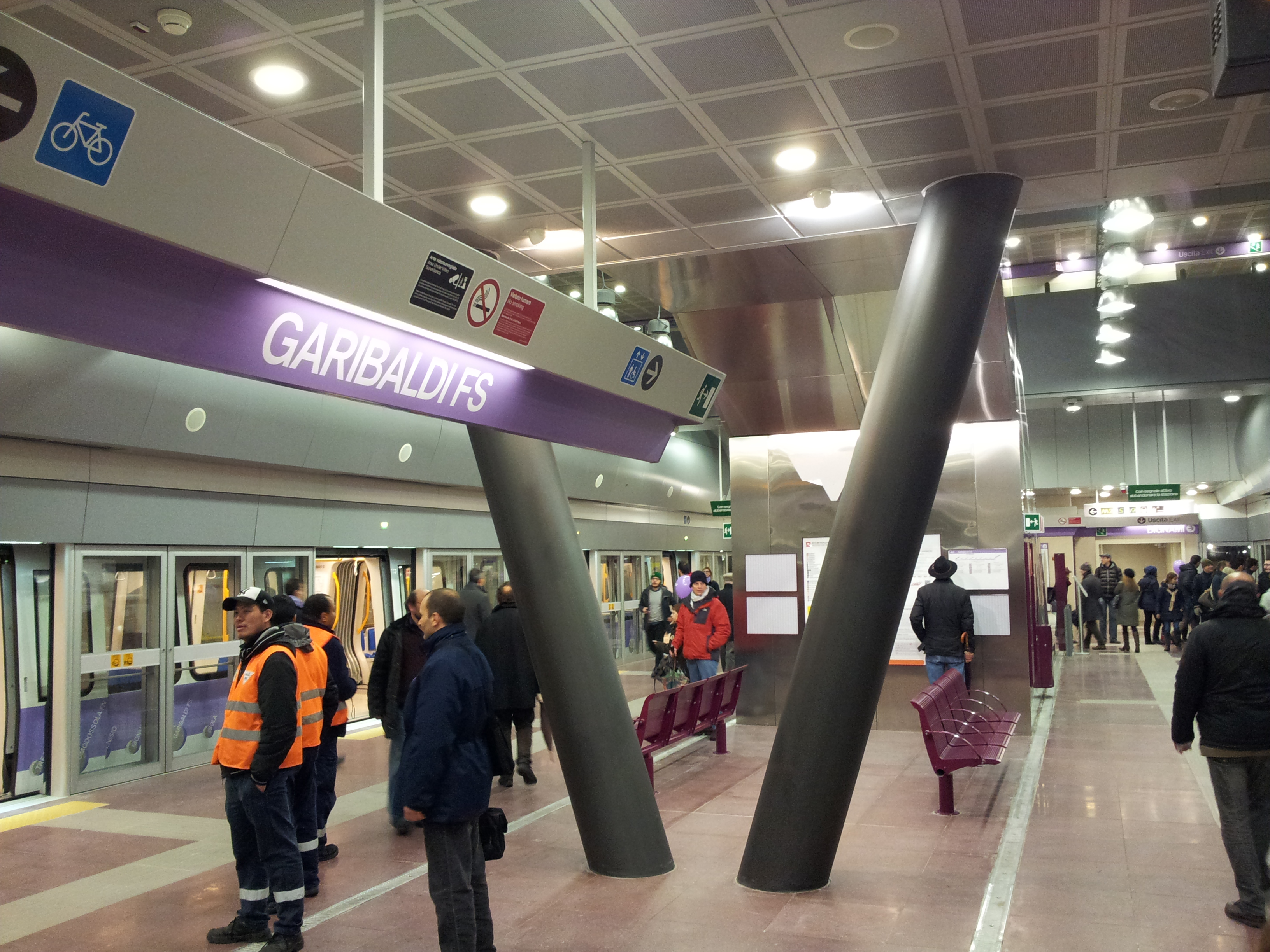
Station Garibaldi de la ligne M5.

La section de Sesto 1º Maggio à Monza Bettola - 1,8 km avec une station intermédiaire à Sesto Restellone, est en construction ouverture prévue en 2021. La section Bisceglie à Baggio, 3 stations, 3 km, est approuvé.

### Prolongement ligne M2 (verte) en conception
La section de Cologno Nord à Vimercate, 5 stations, 9,7 km, a été approuvé en 2012.

### Prolongement ligne M3 (jaune) en conception
La section de  San Donato à Paullo, 6 stations, 14,8 km est en projet.

### Prolongement de la ligne M5
Le projet de prolonger, initialement pour 2015, la ligne vers le nord de Bignami en direction de Monza, soit 12 km et 11 stations, 11 trains supplémentaires, a été retardé. Ce projet de 900 millions d'euros a été approuvé en janvier 2019. Les travaux devraient débuter en 2021 pour une ouverture en 2027.

### Construction de la ligne M4
La ligne M4 bleue devait être mise en service avant la ligne M5, mais le projet a été retardé encore plus que celle-ci. Cette nouvelle ligne de métro, entièrement souterraine, reliera l'aéroport de Milan-Linate, à quelques kilomètres à l'est de la ville, à la gare ferroviaire de Milan San Cristoforo, à la périphérie ouest, pour une longueur totale de 14,2 km avec 21 stations. La prévision de fréquentation de cette ligne tout automatique est de 87 millions de passagers par an.
Une relance du projet est faite en 2007 sur la base d'une concession sous la forme d'un partenariat public - privé.
La ville de Milan a lancé l'avis de manifestation d'intérêt à la fin de 2006, l'appel d'offres complet a été lancé en 2010, la Ville a qualifié trois consortiums en 2010, deux consortiums ont soumis leur offre. C'est en mai 2011 que les sociétés ont été sélectionnées pour réaliser la ligne et le contrat a été accordé en août 2011. Le consortium gagnant est dirigé par Salini Impregilo, qui avec Astaldi s'occupera des travaux de génie civil, Ansaldo STS et Ansaldo Breda (signalisation et trains), Sirti (télécommunications) et ATM (opérateur de transport public local). C'est presque exactement le même consortium, à l'exception d'Alstom, qui gagna le contrat de la M5. La conception de cette seconde ligne sans conducteur du métro de Milan est donc similaire. La ligne devait être mise en service en 2015 pour l'exposition universelle. Le financement de ce projet de €1,869 milliard (€ 870 millions pour le génie civil) n'est toutefois pas totalement acquis en 2012. Le contrat de partenariat ne sera finalisé qu'en décembre 2014,.
La période de construction, initialement fixée à 78 mois, a été porté à 88 mois. La construction de la première section entre l’aéroport de la ville de Linate et la gare de Forlanini (3 km) n'a commencé qu'en 2012. L'ouverture de la ligne est maintenant prévue pour l’été 2022 pour la section Est de la ligne, la ligne entière devant être achevée d’ici 2023 au plus tard. Les travaux de génie civil sur la section Est ont été achevés en 2018 et la section Ouest à la mi-2019. Le creusement du tunnel de la partie centrale a été achevé en septembre 2020, l'inauguration semble ne pas devoir être retardée, malgré l'incendie du tunnelier quelques jours après la fin du creusement.
Hitachi Rail Italy (anciennement AnsaldoBreda) obtient la commande de 47 trains de 4 voitures et livre les véhicules depuis juillet 2019.